# Nahla
Nahla (àrab: نهلة, Nahla) és una pel·lícula dramàtica algeriana del 1979 dirigida per Farouk Beloufa.Va participar en l'11è Festival Internacional de Cinema de Moscou on Yasmine Khlat va guanyar el premi a la millor actriu.

## Sinopsi
Retrat de la vida d'un grup d'artistes libanesos militants d'esquerra al Beirut occidental de la dècada del 1970.

## Repartiment
- Roger Assaf com Nasri
- Yasmine khlat com nahla
- Lina Tebbara com Maha
- Faek Homaissi com Raouf
- Youcef saïah com a periodista